# Koos van Zomeren

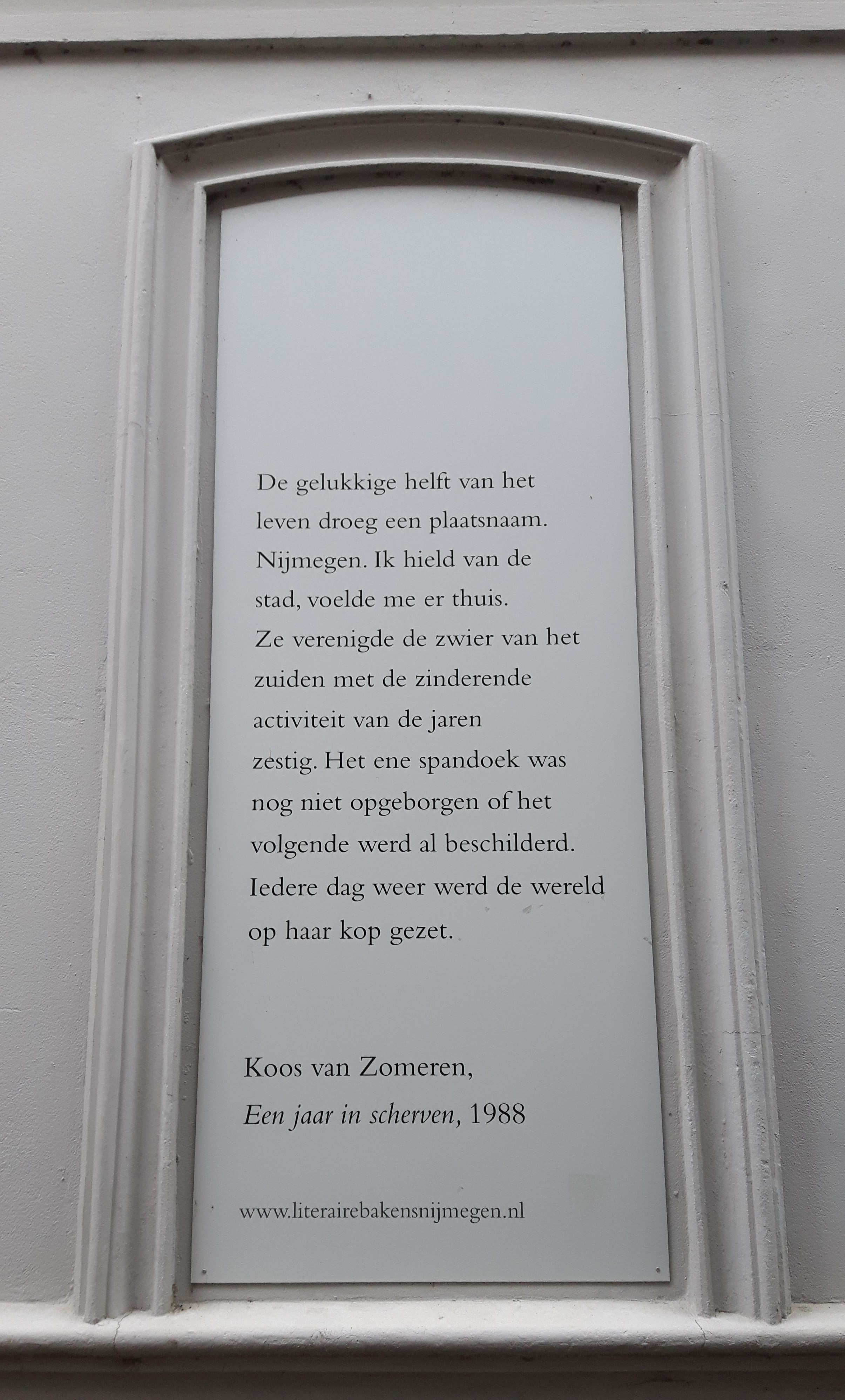
'Een jaar in scherven' aan de Sint Anthoniusplaats te Nijmegen

Peter Jacob (Koos) van Zomeren (Velp, 5 maart 1946) is een Nederlandse schrijver. Hij debuteerde als negentienjarige, is een tijdlang actief geweest in de links-radicale politiek en keerde vervolgens terug naar het schrijversvak met thrillers, romans, beschouwingen, interviews en columns. In zijn werk is de natuur een belangrijk thema. Hij is onder andere bekend van de roman Otto's oorlog (1983) en zijn columns in NRC Handelsblad.

## Biografie
Van Zomeren groeide op in de Arnhemse volkswijk Geitenkamp. Hij debuteerde op negentienjarige leeftijd met de dichtbundel De Wielerkoers van Hank (1965). In de jaren 60 schreef hij nog drie romans. Daarna stopte hij - tijdelijk - met het schrijven van literatuur.
Van 1967 tot 1971 werkte hij bij het dagblad Het Vrije Volk. Daarna werd hij actief in de linkse politiek. In 1972 behoorde hij tot de oprichters, samen met Daan Monjé en Hans van Hooft sr., van de Kommunistiese Partij Nederland/Marxisties Leninisties (KPN/ML), de voorloper van de huidige SP. In 1975 brak hij met deze partij. Zijn ervaringen in de vroege SP staan beschreven in De witte prins. Hij heeft zich uitvoerig rekenschap gegeven van zijn links-radicale politieke verleden in het dagboek dat hij bijhield in 1987: Een jaar in scherven (1988).
Van 1975 tot 1985 was Van Zomeren verslaggever bij de Nieuwe Revu. Bijzonder ironisch waren zijn artikelen over het leven van Van Agt onder de titel 'Dagboek van een Zondagskind'. Verder schreef hij vooral natuurreportages. Een aantal van die reportages is gebundeld in De grote droogte in Waterland (1980).
Eind jaren 70 verscheen een aantal thrillers van Van Zomerens hand. In de politieke thriller Haagse lente en het vervolg Minister achter tralies (beide 1981) verwerkte hij zijn eigen politieke verleden. In 1983 keerde hij terug naar de "grote" literatuur met Otto's Oorlog.
Hij heeft gerecenseerd voor Vrij Nederland. Sinds 1992 schrijft Van Zomeren columns in NRC Handelsblad. Delen hiervan zijn in 2011 verschenen in het boek Naar de natuur.
Koos van Zomeren heeft ook enkele dichtbundels geschreven. Op het laatste biljet van fl 1000,= stond een vers van zijn hand:
Daar komt een vogel aan
met rafelige vleugels
diepe slagen zwart op wit.
Hij duikt en dartelt
laat zijn maffe kuifje zien
slijpt zijn stem en roept
zichzelf tot kievit uit.
Zijn werk wordt gekenmerkt door vindingrijkheid, een groot stilistisch vermogen en een als ironie vermomde en soms aan de oppervlakte tredende felheid.
In de in 1999 gepubliceerde editie van Van Dale Groot woordenboek van de Nederlandse taal behoorde Van Zomeren tot de meest aangehaalde nog levende auteurs.

## Prijzen
- 1995 - Heimans en Thijsse Prijs
- 2001 - Groeneveldprijs
- 2002 - Prins Bernhard Cultuurfonds Prijs voor Natuurbehoud
- 2004 - Sjoerd Leikerprijs
- 2017 - Jan Wolkersoeuvreprijs

## Secundaire literatuur
- P. de Boer, Over Koos van Zomeren, Amsterdam: Arbeiderspers 1988
- D. Cartens (red.), A.H. den Boef et al. (bijdr.), Koos van Zomeren (themanummer Bzzlletin), Bzzlletin, 1991, jrg. 20, nr. 185, Den Haag: BZZTôH
- Ed van Eeden et al., Want je ziet niet alleen wat je ziet. Over het werk van Koos van Zomeren, De Arbeiderspers, Amsterdam 2004
- Hans Neervoort, "Literatuur als schurkenstreek. Over Koos van Zomeren", Bzzlletin, jrg. 19, 1990, nr. 172, pp. 44–52, Den Haag: BZZTôH

## Voetnoten
1. ↑  Koks, Danny, Koos van Zomeren. Nieuwe Revu (21 augustus 2019). Gearchiveerd op 22 mei 2024. Geraadpleegd op 10 september 2019.
2. ↑   Sanders, Ewoud, Aangehaald in de Grote Van Dale. NRC (27 september 1999). Gearchiveerd op 10 augustus 2018.
3. ↑  Ontleend aan: Koos van Zomeren, Nog in morgens gemeten, Amsterdam: De Arbeiderspers 2006, p. 318-319.

- Bibsys: 90579120
- Bibliothèque nationale de France: cb12523671m (data)
- Digitale Bibliotheek voor de Nederlandse Letteren: zome002
- Gemeinsame Normdatei: 118893327
- International Standard Name Identifier: 0000 0001 1027 3529
- Library of Congress Control Number: n81024544
- Nationale bibliotheek van Australië: 36218714
- Nederlandse Thesaurus van Auteursnamen: 073669857
- Système universitaire de documentation: 034484892
- Trove: 1231375
- Virtual International Authority File: 56719429
- WorldCat: E39PBJp9yGfBM4WdXQkcFhqqQq